# Улица Аносова (Орск)
У́лица Ано́сова — улица в Ленинском районе города Орска Оренбургской области. Расположена во входящем в состав города посёлке Первомайский.
Улица начала застраиваться в конце 18 века. В настоящее время на улице расположено более 40 частных одноэтажных жилых домов.